# Belchentunnel
Der Belchentunnel ist ein 3180 Meter langer, dreiröhriger Strassentunnel der Autobahn A2 in der Schweiz, wobei eine Röhre für Unterhaltsarbeiten, als Zufahrt für die Rettungsdienste oder für Umleitungen gebraucht wird. Er verbindet Eptingen im Kanton Basel-Landschaft mit Hägendorf im Kanton Solothurn und gehört bei der Überwindung der Alpen zur wichtigen Nord-Süd-Verbindung von Deutschland über Basel in das schweizerische Mittelland und von dort über Luzern nach Italien beziehungsweise über Bern in den Genferseeraum.

## Vorgeschichte
Bis vor dem Bau der Nationalstrasse A2 und des Tunnels führte der Verkehr von der Nordwestschweiz und Deutschland über Landstrassen und den Oberen- und den Unteren Hauenstein-Pass ins Mittelland. Als der Strassenverkehr immer mehr zunahm und sich an Spitzentagen bis zu 3500 Autos durch das Stadttor von Liestal zwängten, begannen Planungen und sorgfältige geologische Untersuchungen für eine Nationalstrasse durch das Arisdorfer- und das Diegtertal und einen Tunnel unter dem Belchen zum Jurasüdfuss. Im Februar 1960 begannen die Bauarbeiten für die Autobahn und den Tunnel.

## Bau

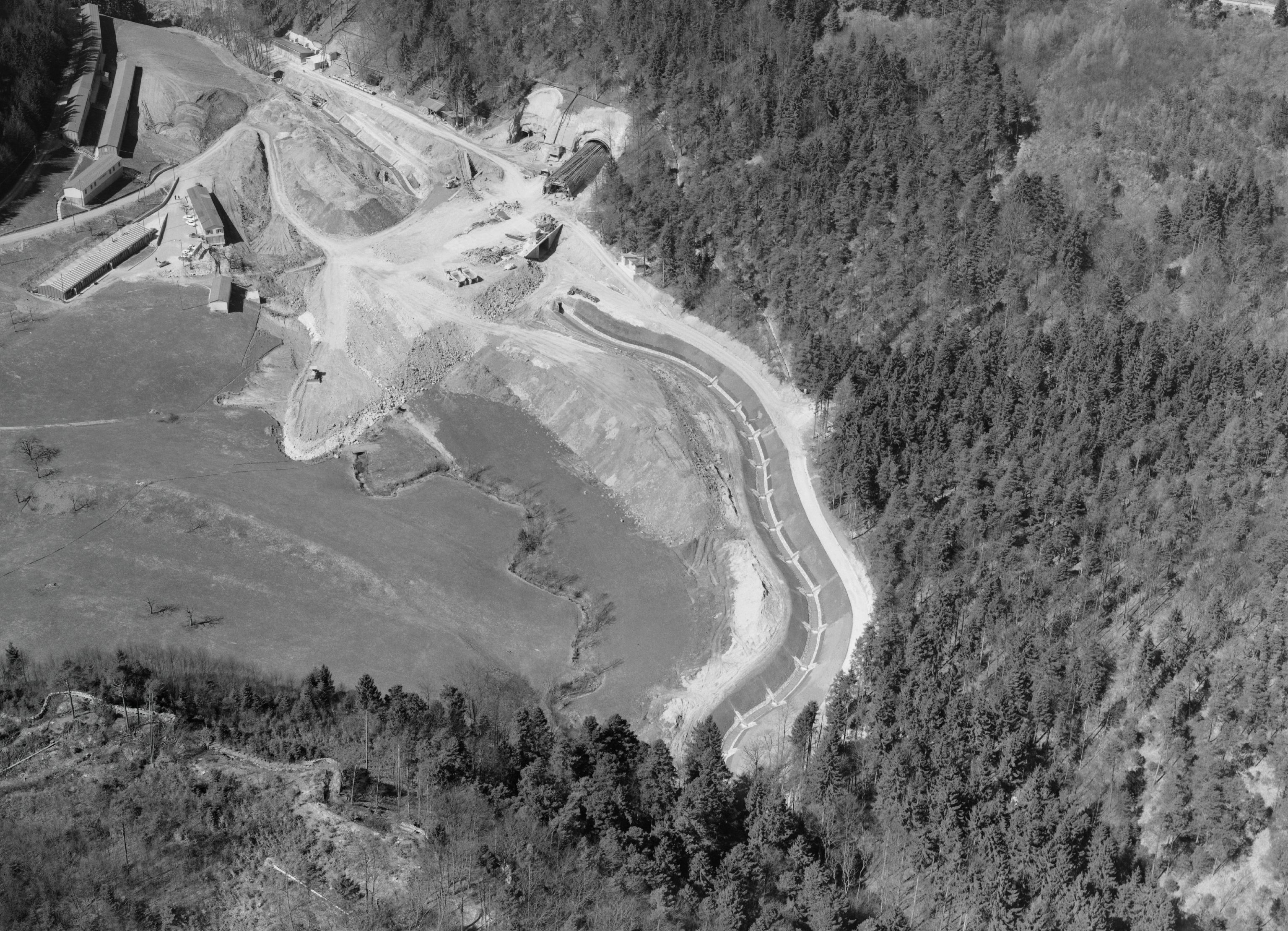
Tunnelausgang bei Richenwil (Hägendorf) 1965

Zwischen 1963 und 1966 brachen die Bohrmaschinen zwei Röhren mit 40 Meter Abstand durch den Kalk des Jurafelsens. Sieben Querstollen verbinden die beiden Fahrbahnen, von welchen drei Lüftungskamine an die Erdoberfläche führen. Das nördliche Portal liegt auf 605 m ü. M., das südliche auf 610 m ü. M. und der Kulminationspunkt auf 618 m ü. M. Der erste Durchschlag erfolgte am 16. Oktober 1964, und im Dezember 1970 konnte der Tunnel dem Verkehr übergeben werden.

## Erneuerung
Infolge des enormen Bergdruckes durch die wasserführenden Anhydrit (Calciumsulfat), Gips und Tonmineralienschichten wurden schon nach kurzer Zeit Abplatzungen und Verformungen an Tunnelwänden und an der Tunnelsohle sichtbar. Daher wurde der Tunnel während neun Monaten zweimal zur Baustelle. In den Jahren 2001 bis 2003 wurde für die Sanierungsarbeiten je eine Tunnelröhre gesperrt. Neben den Ausbesserungen wurde der Tunnel auch an die neuesten Sicherheitsanforderungen angepasst. Durch den Betrieb von nur einer Röhre mit Gegenverkehr kam es zeitweise zu starken Verkehrsbehinderungen und zu kilometerlangen Staus auf beiden Seiten des Tunnels.

## Dritte Röhre
Um Staus bei Sanierungs- und Unterhaltsarbeiten vorzubeugen und um immer zwei Röhren mit je zwei Fahrspuren in Betrieb zu haben, wurde eine dritte Röhre neben den zwei bestehenden in den Berg gegraben. Am 26. März 2003 genehmigte der Bundesrat und danach die Kantonsparlamente der beiden Kantone Basel-Landschaft und Solothurn das Projekt des Sanierungstunnels Belchen. Am 9. Februar 2016 wurde beim Südportal des Belchentunnels mit dem Bau der 500 Millionen Franken teuren Sanierungsröhre gestartet.
Nachdem jetzt die dritten Röhre fertiggestellt ist, werden die beiden alten Röhren nacheinander saniert. Der Neubau des Sanierungstunnels führt zu keiner Kapazitätserweiterung. Auch nach den Instandsetzungsarbeiten werden den Automobilisten nur zwei Tunnelröhren mit vier Fahrstreifen zur Verfügung stehen. Im Normalbetrieb sollen die beiden äusseren Röhren befahren werden, und die mittlere Röhre als Flucht- und Rettungsstollen bzw. als Fahrtunnel bei den jährlichen Unterhalts- und Wartungsarbeiten dienen. Am 1. Juli 2022 wurde die dritte Röhre für den Verkehr freigegeben. Bis voraussichtlich im Jahr 2033 soll die Röhre in Fahrtrichtung Basel saniert sein, danach folgt die Gegenrichtung.

## Daten
Länge: 3180 m
Bauzeit: 1. August 1963 bis 8. Juni 1966
Sohlstollenvortrieb
Vortrieb: ca. 60 Meter pro Monat

## Die urbane Legende von der „Weissen Frau“
1980–83 kursierte in der Region die moderne Sage von der „Weissen Frau vom Bölchentunnel“ (auch „Die Weisse Frau vom Belchentunnel“) – einer Geistererscheinung, die zu Autofahrern sprach. Über dieses Phänomen wurde 2012 ein Kurzfilm mit dem Titel di wyssi Frou… gedreht.